# Källbrinks IP
Källbrinks idrottsplats är en utomhusarena och idrottsplats för fotboll, friidrott, cykelsport och orientering vid Gamla Stockholmsvägen 91 i Fullersta, Huddinge kommun. Anläggningen drivs och ägs av Huddinge Samhällsfastigheter som är ett av Huddinges kommunala fastighetsbolag.

## Namnet
Källbrinks IP har sitt namn efter torpet Källbrink (1704 kallat Källe Brinken). Stället omnämns första gången i en husförhörslängd år 1689 som torp under Fullersta gård. Siste torparen var Anders Dahlström (född 1807) och hustru Charlotta Jarlsdotter (född 1806). Byggnaden brann ner 1886, men 1917 uppfördes ett nytt bostadshus på samma plats som inte heller längre existerar.

## Historik
Efter att i flera år ha letat efter lämplig mark beslutades det att en ny idrottsplats skulle byggas i Källbrink, och fick sedan namnet Källbrinks idrottsplats. Den 23 oktober 1978 började byggarbetena och den 22 maj 1982 invigde kommunalrådet C-E Enbring officiellt anläggningen. Anläggningen kompletterades 1988 med läktare under tak och 1996 blev det en ny röd toppbeläggning.

## Anläggningen
Arenan är hemvist för Huddinge IF, Spårvägen cykel, Snättringe SK och Huddinge AIS. Sportanläggningen har 10 omklädningsrum. Inom IP-området har också Huddinge Tennisklubb (HTK) sin anläggning med tennishall, konferensrum, café och shop för tennisutrustning. Med sju tennisbanor varav 4 är inomhus och resterande tre är utomhus och omkring 900 medlemmar är det en av Sveriges större tennisklubbar. Idrottsplatsen har en publikkapacitet på 2 500 åskådare.
Källbrinks IP är Huddinge kommuns största idrottsplats. Flera skolelever har sina gymnastiklektioner här, främst den närliggande Källbrinksskolans elever.

## Bilder

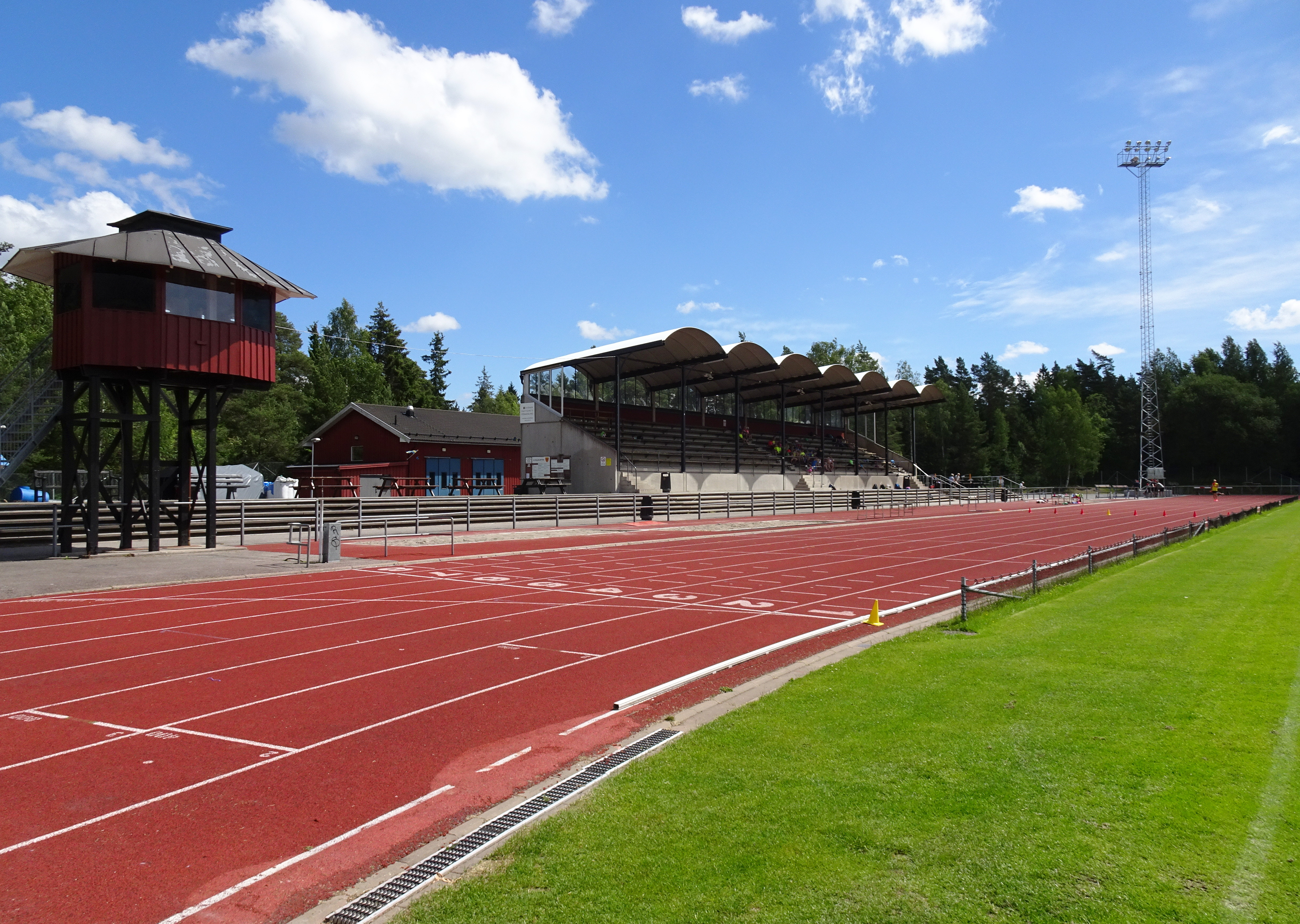
Stora platsen med läktare
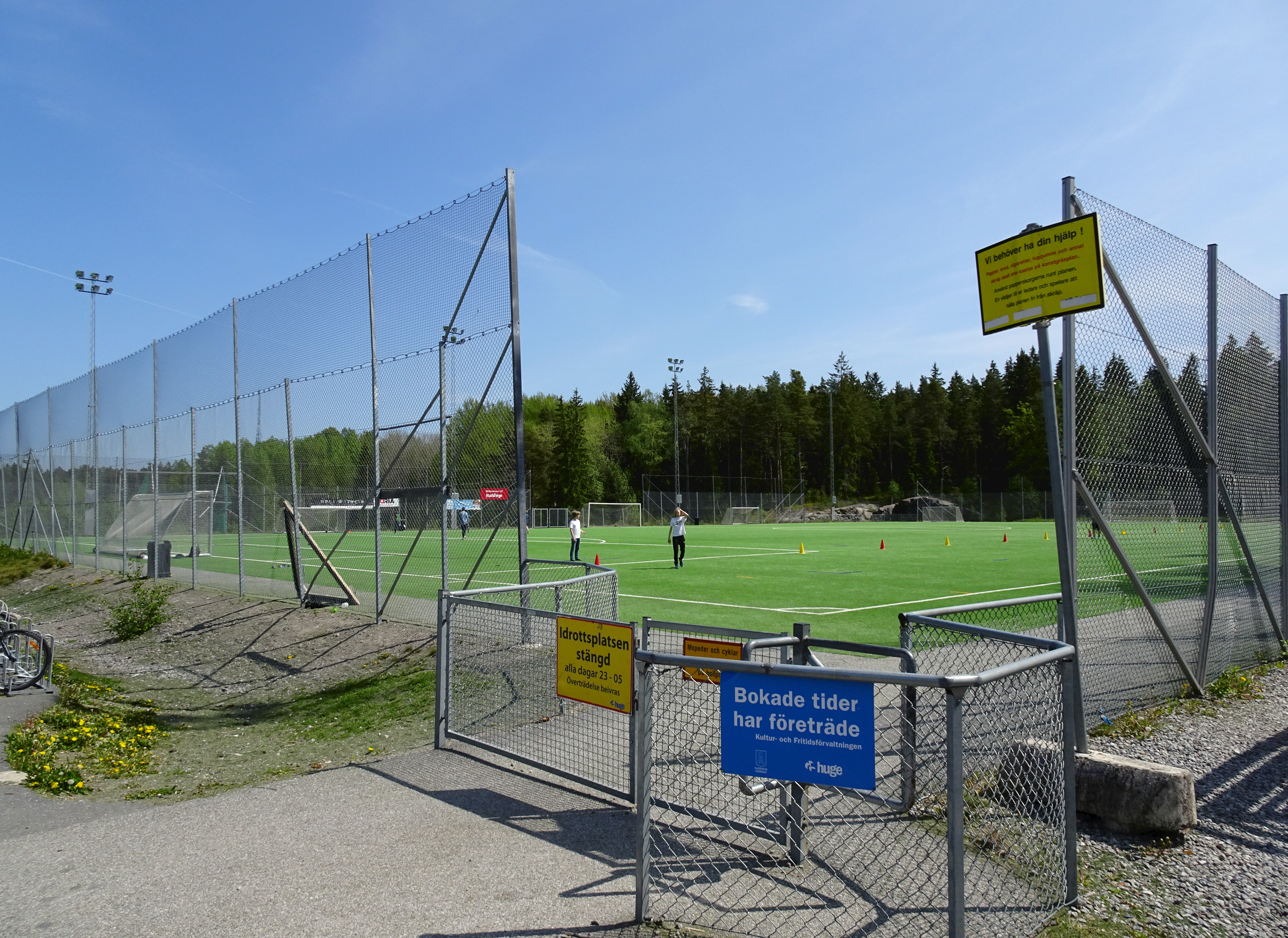
Konstgräsplats
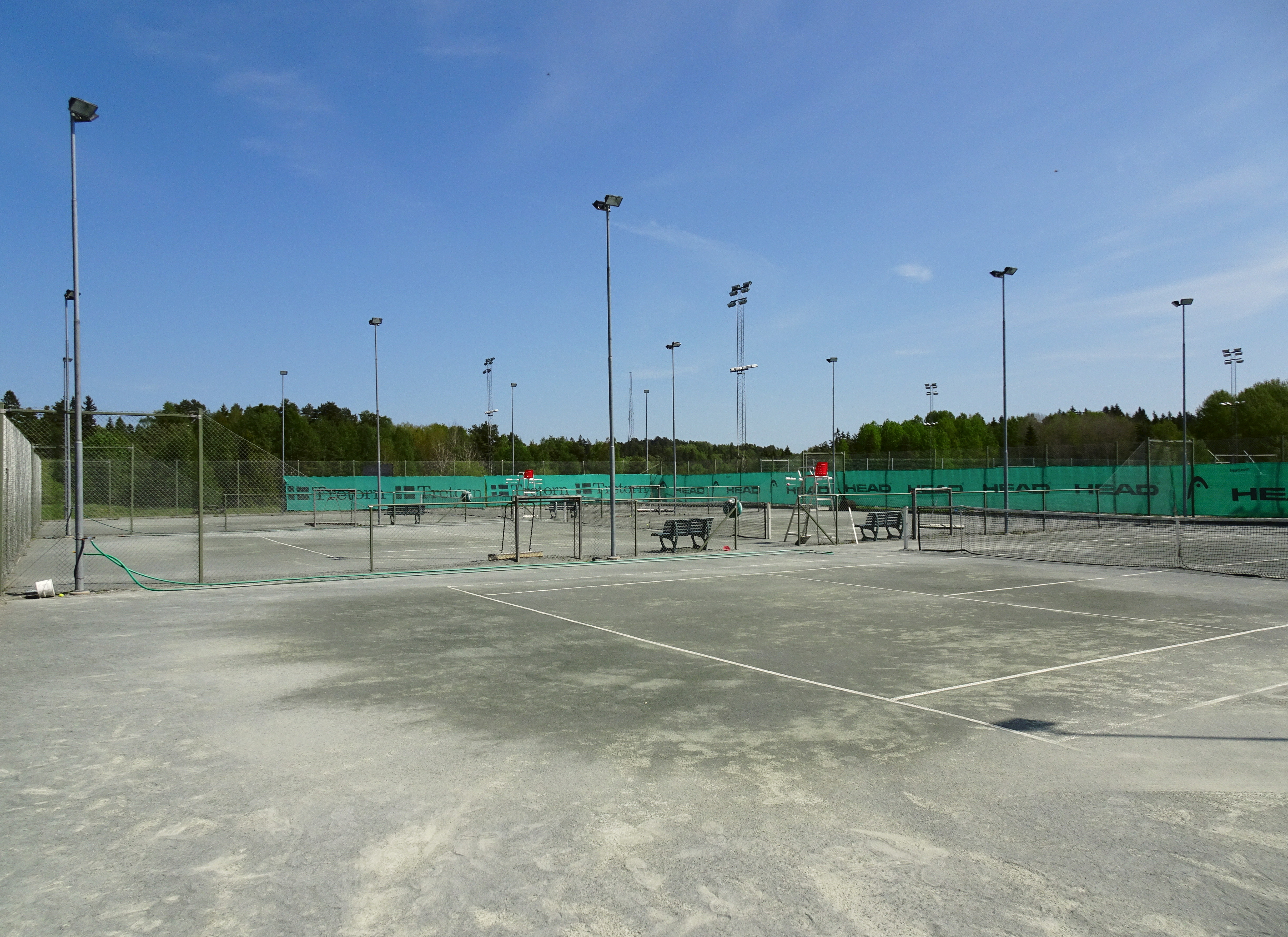
Tennisbanor
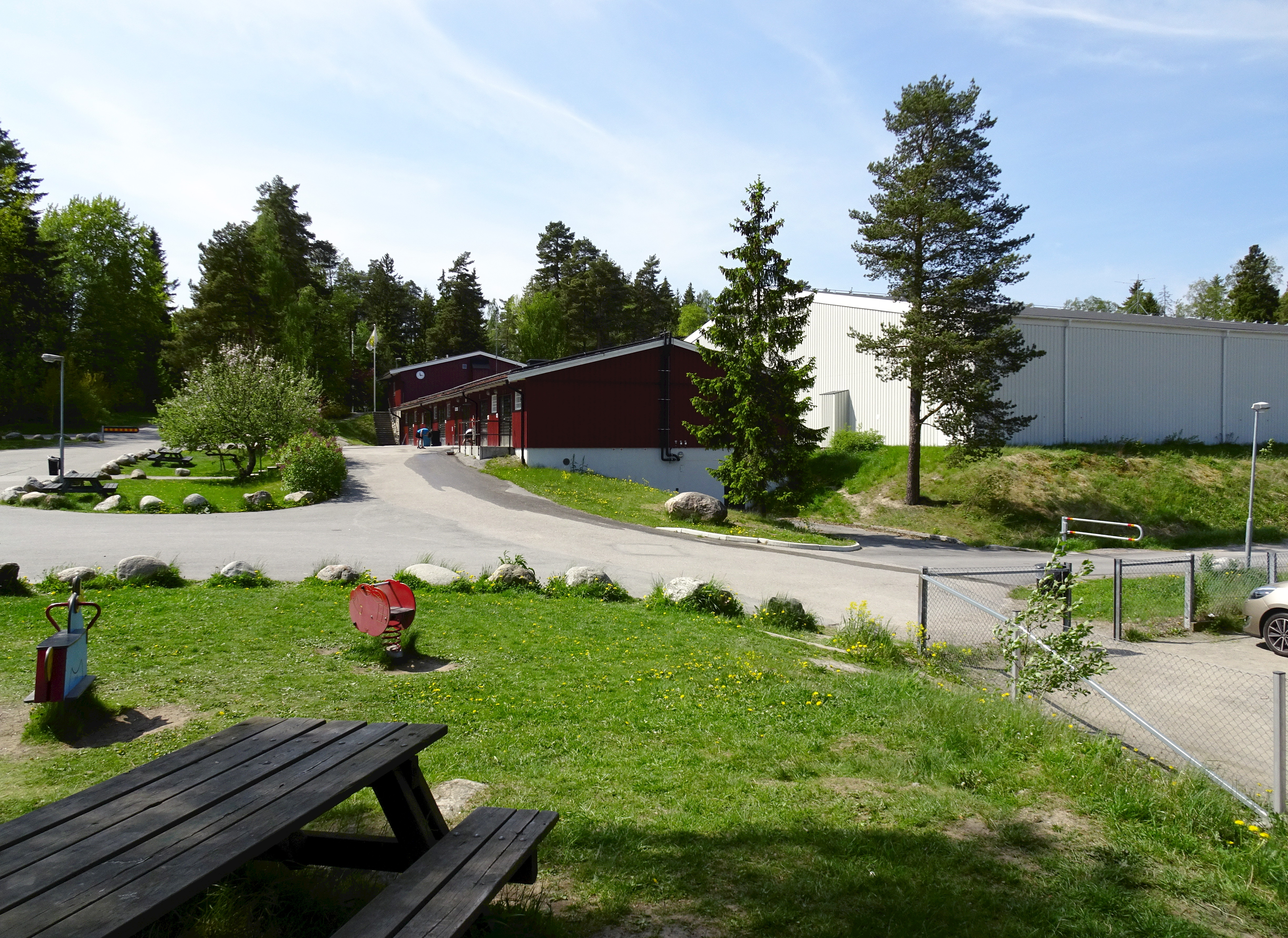
Servicebyggnader och tennishallen
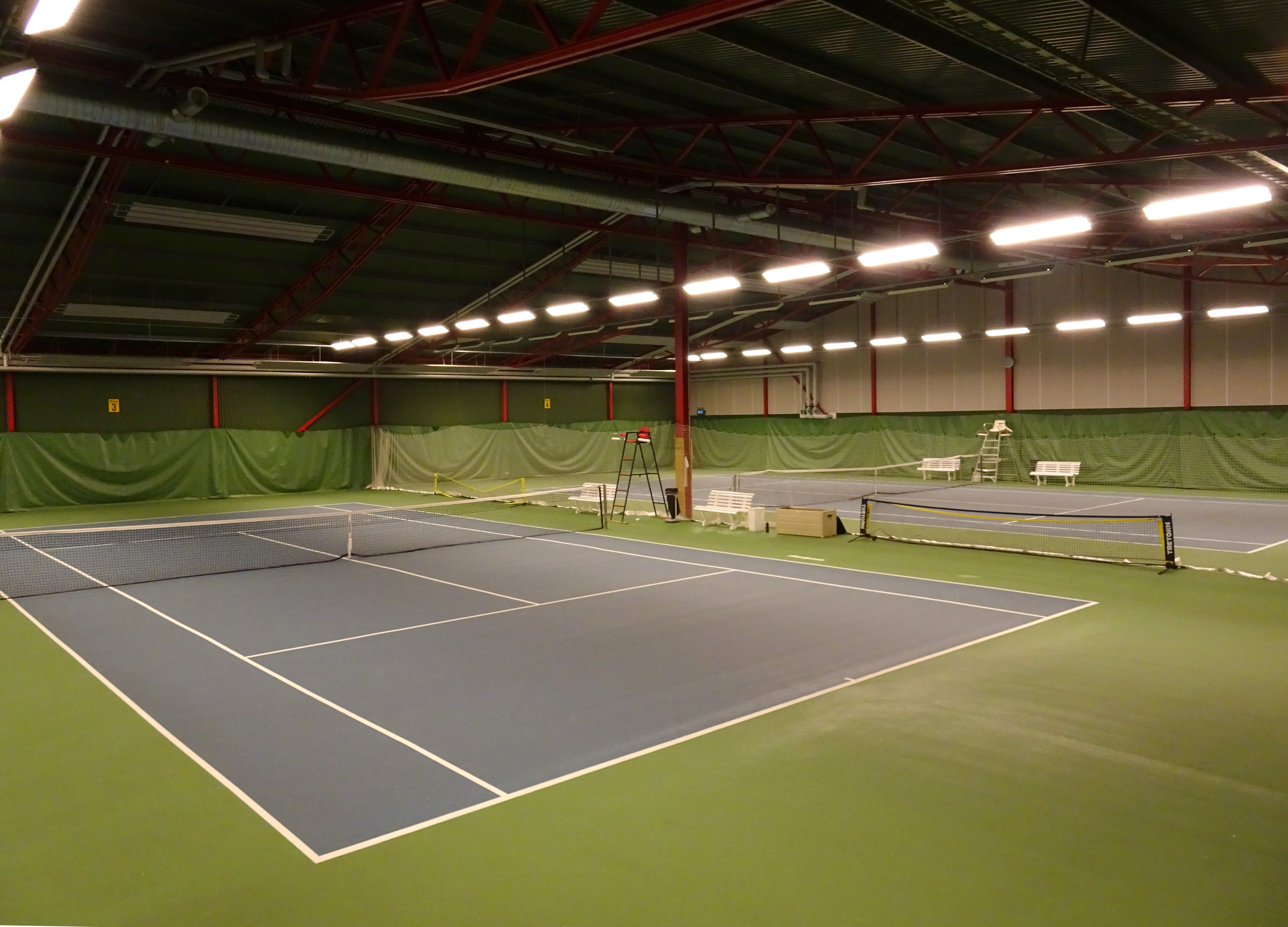
Tennishallen

### Fotnoter
1. ↑  ”Huddinge Hembygdsförening:  Torp och gårdar i Huddinge (1999).”. Arkiverad från originalet den 11 november 2014. https://web.archive.org/web/20141111184928/http://www.hhbf.se/togstora/togtext.htm. Läst 5 november 2019.
2. ↑  ”Källbrinks IP” (på engelska). Soccerway. Arkiverad från originalet den 13 november 2014. https://web.archive.org/web/20141113015439/http://nr.soccerway.com/venues/sweden/kallbrinks-ip/v17271/. Läst 14 november 2014.